# Christian Ilzer
Christian Ilzer (* 21. Oktober 1977 in Puch bei Weiz) ist ein österreichischer Fußballtrainer. Seit November 2024 trainiert er die TSG 1899 Hoffenheim.

## Karriere
Ilzer fungierte bereits im Alter von 17 Jahren erstmals als Trainer, als eine Knieverletzung seine Karriere als Spieler behinderte. Nachdem er bis 2006 sowohl in der ersten, als auch in der zweiten Mannschaft des SC Weiz gespielt hatte, kam er im Sommer 2006 als Spielertrainer zu seinem Heimatklub USK Puch bei Weiz. Mit dem USK Puch nahm er am Spielbetrieb der achtklassigen 1. Klasse Ost B teil, wobei er sich in seiner ersten Saison selbst in 16 Ligaspielen einsetzte und ihm dabei vier Tore gelangen. Nach nur einer Niederlage aus 24 Meisterschaftspartien wurde Ilzer mit dem USK Puch überlegen Meister der Achtklassigkeit und stieg mit der Mannschaft in die Gebietsliga Ost auf. In dieser setzte er sich vor allem im Herbst 2007 regelmäßig als Stammkraft ein, wobei ihm bis zum Saisonende bei 16 Einsätzen insgesamt sechs Tore gelangen. Mit 49 Punkten – je ein Punkt weniger als der Zweitplatzierte, SV Hochwechsel Waldbach, und der Meister, SV Gutenberg, – hätte er mit Puch beinahe den Durchmarsch in die sechstklassige Unterliga Ost geschafft. Bereits zu dieser Zeit begann die Zusammenarbeit mit seinem langjährigen Co-Trainer Uwe Hölzl (* 1969).
Bereits ab Sommer 2007 war er parallel zu seiner Tätigkeit bei seinem Heimatklub Co-Trainer des Regionalligisten TSV Hartberg. 2009 stiegen die Hartberger in die zweite Liga auf. 2011 verließ er Hartberg.
Zwischen 2011 und 2013 fungierte Ilzer als Fitnesstrainer der österreichischen U-19-Auswahl. Zur Saison 2012/13 wurde er Cheftrainer des Landesligisten SC Weiz.
Im Sommer 2013 wurde er erneut Co-Trainer von Bruno Friesenbichler beim TSV Hartberg. Nach einer Saison bei Hartberg wurde er Co-Trainer von Heimo Pfeifenberger beim SC Wiener Neustadt. Nach der Entlassung von Pfeifenberger wurde er im November 2014 Interimstrainer der Niederösterreicher. In seinem ersten Spiel als Cheftrainer im Profifußball konnte man 2:0 gegen den Wolfsberger AC gewinnen. Nach jener Partie wurde er von Helgi Kolviðsson abgelöst und er wurde wieder Co-Trainer.
Zu Saisonende stieg Wiener Neustadt in die zweite Liga ab. Zur Saison 2015/16 kehrte er als Cheftrainer zum Regionalligisten TSV Hartberg zurück. Im November 2015 wechselte er als Co-Trainer zum Wolfsberger AC, wo er wieder Heimo Pfeifenberger unterstützte.
Im Sommer 2017 kehrte er erneut zum TSV Hartberg zurück, der inzwischen wieder in den Profifußball aufgestiegen war. Mit Hartberg stieg er zu Saisonende in die Bundesliga auf.
Zur Saison 2018/19 wurde er Trainer des Wolfsberger AC, bei dem er zwischen 2015 und 2017 bereits als Co-Trainer tätig war. Am 8. November 2018 wurde bekanntgegeben, dass Christian Ilzer den Vertrag als Trainer des Wolfsberger AC bis Sommer 2020 verlängert hat. Mit den Kärntnern erreichte er zu Saisonende den dritten Tabellenrang und qualifizierte sich somit für die UEFA Europa League.
Zur Saison 2019/20 wurde er Trainer des Ligakonkurrenten FK Austria Wien. Mit der Austria erreichte er den siebten Tabellenrang und verpasste im Playoff gegen seinen Ex-Klub Hartberg eine Qualifikation für den Europacup. Zur Saison 2020/21 wechselte er zum Ligakonkurrenten SK Sturm Graz. Mit Sturm Graz gewann Ilzer in der Saison 2022/23 den ÖFB-Cup. Finalgegner war SK Rapid Wien, der durch zwei Tore von Manprit Sarkaria geschlagen wurde. Es war Sturms sechster ÖFB-Cup-Titel. In der Saison 2023/24 holte dann Sturm gar das Double aus Meisterschaft und Cup und beendete damit die Serie des FC Red Bull Salzburg, der seit 2014 jedes Mal Meister geworden war.
Auch in die Saison 2024/25 startete Sturm souverän und belegte nach 13 Runden erneut den ersten Platz. Im November 2024 verließ Ilzer Sturm schließlich nach über vier Jahren und wechselte nach Deutschland zur TSG 1899 Hoffenheim, bei der er auf den ehemaligen Sturm-Geschäftsführer Andreas Schicker traf.

## Erfolge als Trainer
Österreich
- Meister: 2024 (SK Sturm Graz)
- Cupsieger (2): 2023, 2024 (beide SK Sturm Graz)
- Aufstieg in die Bundesliga: 2018 (TSV Hartberg)

Individuell
- 27. Bruno-Gala: Trainer der Saison 2023[16]
- Bester der Trainer der Bundesliga: 2024

## Persönliches
Ilzer studierte Sportwissenschaften.